# Afo (peuple)
Pour les articles homonymes, voir Afo.
Les Afo sont une population d'Afrique de l'Ouest vivant au nord du Nigeria.

## Ethnonymie
Selon les sources, on observe quelques variantes : Afao, Afu, Aho, Eloyi, Epe.

## Langue
Leur langue est l'afo (ou eloyi), une langue bénoué-congolaise, dont le nombre de locuteurs était estimé à 25 000 en 2000.

## Culture

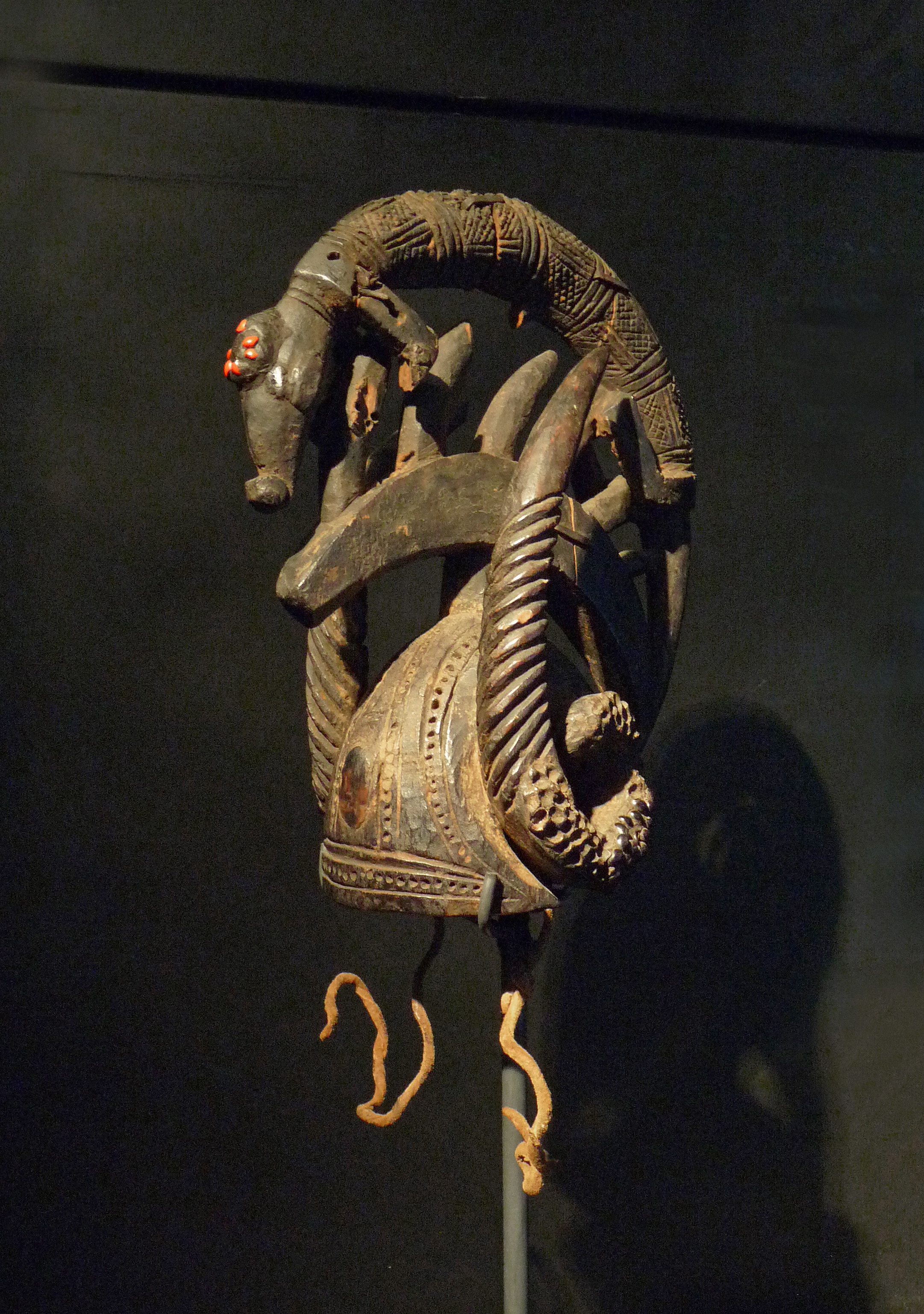
Masque-cimier ekpeshi, en bois avec graines d'arbres
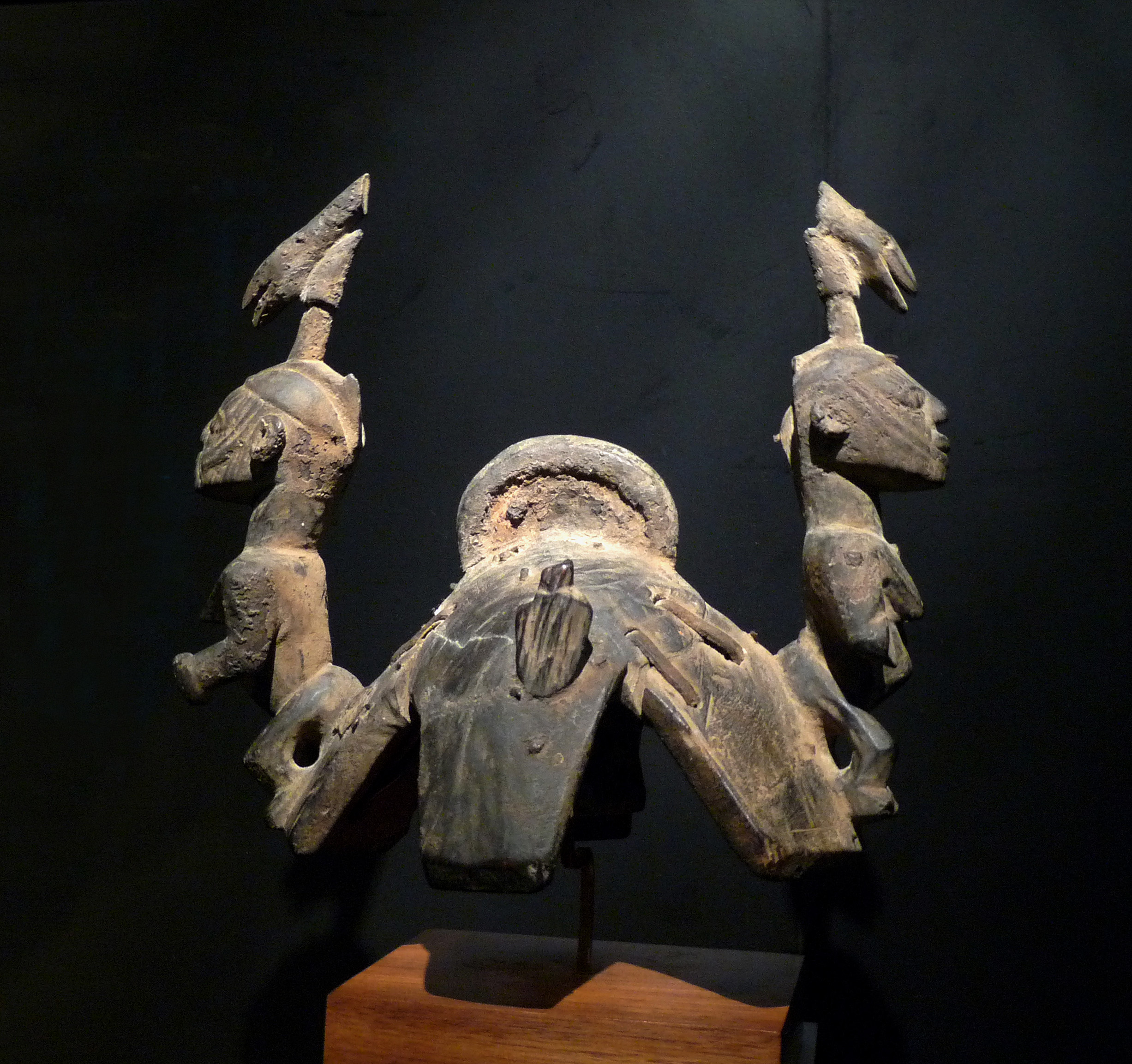
Masque-cimier en bois, métal et graines d'arbres
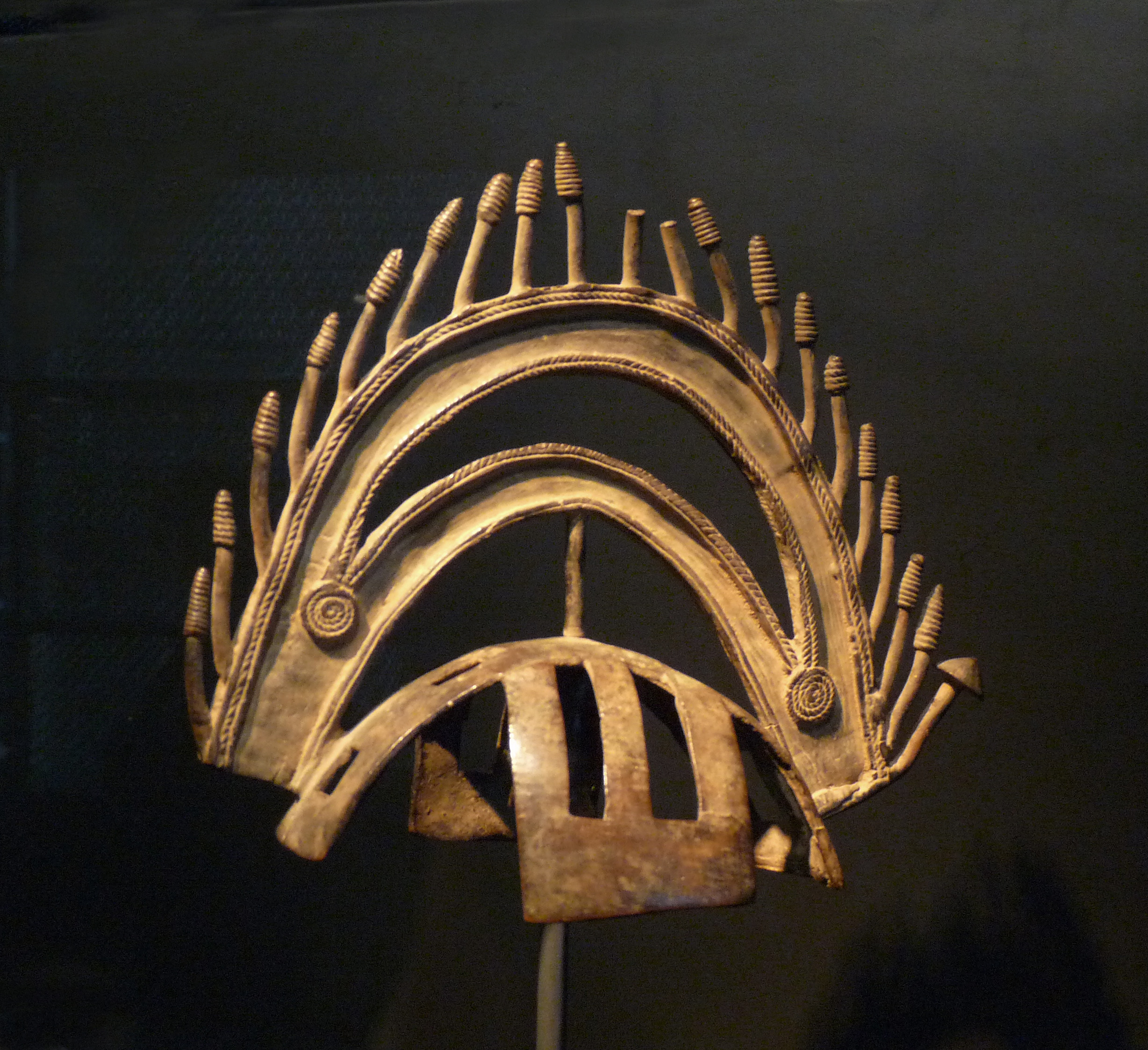
Masque-cimier en alliage cuivreux, probablement afo